# Vármező község
Vármező község (románul: Comuna Buciumi) község Szilágy megyében, Romániában. Központja Vármező, beosztott falvai Csákyújfalu, Kásapatak, Meszesszentgyörgy, Nagyrajtolc, Szilágybogya.

## Népessége
A 2011-es népszámlálás adatai alapján a község népessége 2586 fő volt.